# 베페 그릴로

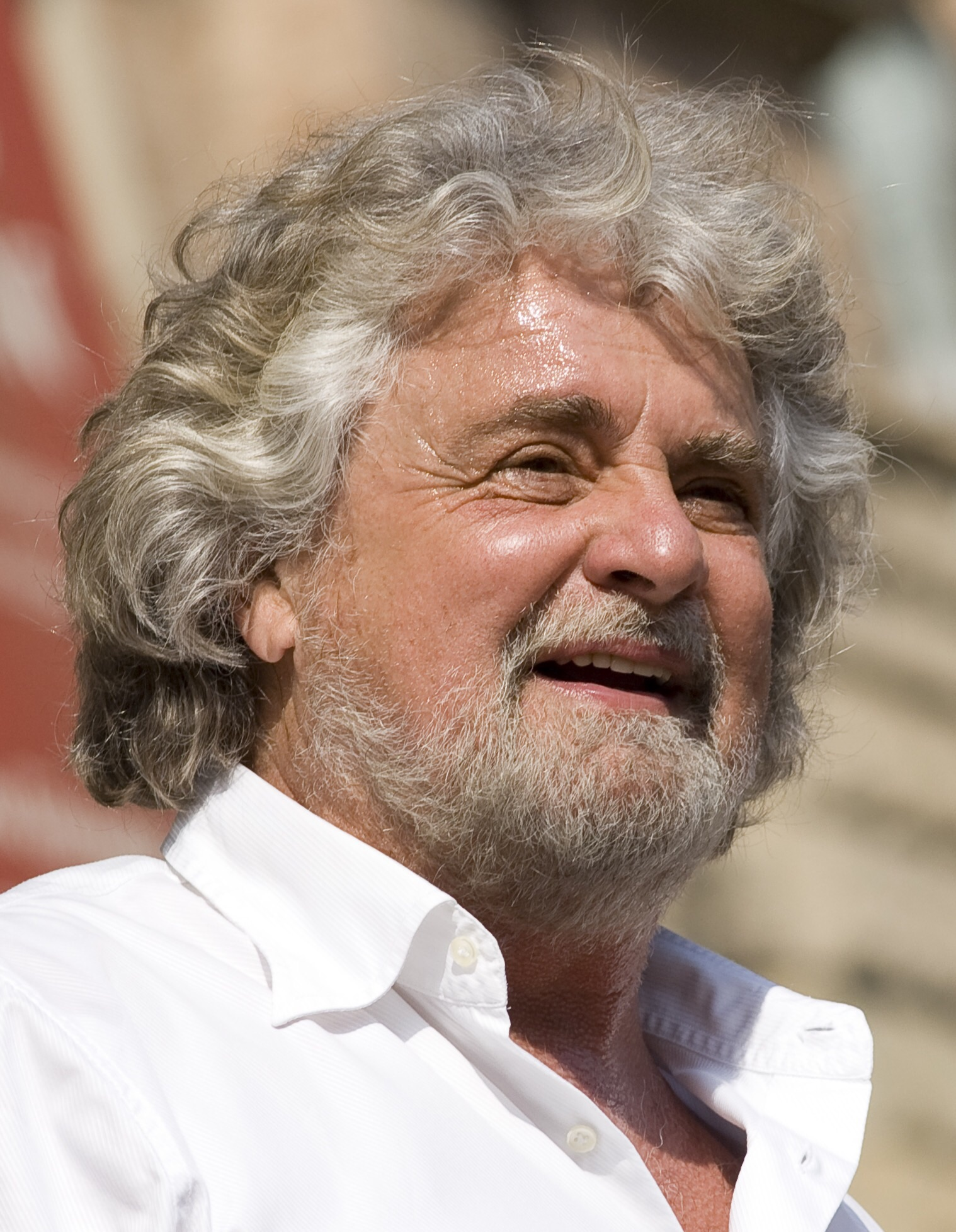
베페 그릴로

주세페 피에로 "베페" 그릴로(이탈리아어: Giuseppe Piero "Beppe" Grillo, 1948년 7월 21일 ~ )는 이탈리아의 희극인, 배우, 정치인이다. 포퓰리즘 정당인 오성운동의 설립자이기도 하다.